# Cafeyn
Cafeyn (zapis stylizowany: CAFEYN) – francuska czytelnicza platforma prasowa.

## Charakterystyka
Działa od 2006 roku, pierwotnie jako „LeKiosk”, w listopadzie 2019 roku zmieniła nazwę na obecną. Przy rebrandingu doradzał londyński oddział Kantara, którego badania i ewaluacja zaproponowanych Cafeyn wdrożeń zostały wyróżnione w 2020 roku nagrodami branży badawczej AMEC Awards. Cafeyn to obecnie platforma oferująca najszerszy we Francji dostęp do prasy w ramach jednej subskrypcji. W maju 2022 roku było to ponad 1600 tytułów  ogólnokrajowych, regionalnych i zagranicznych. Od 2012 roku firma ma podpisane umowy z wydawcami prasy we Włoszech, dziś oprócz tego dostępne są również dzienniki i tygodniki brytyjskie i kanadyjskie (francuskojęzyczne i anglojęzyczne), amerykański Newsweek, indyjskie dzienniki: The Hindustan Times, i wydawany od 1865 roku The Pioneer. W 2020 roku Cafeyn wykupiła największego dotychczasowego konkurenta w strumieniowaniu informacji prasowych, SFR Presse. Następnie platformę MiLibris, która oprócz gazet oferuje książki. W połowie 2020 roku Cafeyn przejęła holenderską platformę prasową Blendle. Wybrane przez Cafeyn artykuły są dostępne w formie tekstowej a pozostała prasa w formie skanu wersji papierowej. Platforma jest dostępna przez stronę internetową i przez aplikację mobilną. Gazety mogą być czytane online, pojedyncze artykuły można ściągnąć na dysk. Bez połączenia z internetem możliwy jest również dostęp do pism zgromadzonych we własnym spersonalizowanym katalogu - "Biblioteka". Poza pojedynczymi, wybranymi przez edytorów Cafeyn artykułami, nie jest możliwe kopiowanie fragmentów tekstu ze zdigitalizowanych wydań bez ściągnięcia pojedynczego artykułu w formie PDFu na dysk (funkcja „wydrukuj”). Wewnątrz aplikacji mobilnej Cafeyn można zebrać 0,5 GB materiałów prasowych i korzystać z nich, również offline, przez 30 dni. Online przy opłaconej subskrypcji zachowany jest dostęp do wszystkich tytułów. Cafeyn w aplikacji od dostępu przez stronę internetową odróżnia również funkcjonalność „smart mode”, która umożliwia przeczytanie artykułu w wersji tekstowej bez konieczności powiększania skanu pisma. W obu wersjach Cafeyn redakcja tworzy z wybranych tekstów niezautomatyzowane, nagrywane przez lektorkę podkasty. Wersja audio może być odtwarzana podczas czytania tekstu lub autonomicznie np. podczas podróży komunikacją miejską czy prowadzenia samochodu. Prasa we francuskiej wersji językowej Cafeyn podzielona jest na działy: – aktualności; – prasa regionalna; – specjalistyczna; – tytuły zagraniczne; – kultura; – kuchnia; – ogród; – wyścigi konne; – auto–moto; – ludzie & TV; – prasa dla kobiet; – prasa dla mężczyzn (w tym pisma kierowane do mężczyzn homoseksualnych, oraz erotyczne dla mężczyzn hetero); –  dobre życie (z podkategoriami: rodzina, zdrowie, duchowość); – hobby; – wiedza & umiejętności (z podkategoriami: historia, nauka); – Déco & Design; – podróże; – zwierzęta; – pisma dziecięce i młodzieżowe. W maju 2022 roku w ofercie dostępnej w ramach subskrypcji brakowało jednak dużych francuskich dzienników będących konkurentami dla Libération, jak Le Figaro czy Le Monde, a dostęp do części pism jak brytyjski The Economist, wymagał dodatkowej opłaty. Ostatnio przestały być dostępne Le Point (ostatni numer z grudnia 2021) i największy regionalny dziennik Ouest-France (ostatni numer w Cafeyn jest ze stycznia 2022). W 2023 roku pierwsza miesięczna subskrypcja Cafeyn była darmowa lub kosztowała 0,99 euro, następne 9,99 euro, w Wielkiej Brytanii £7,99. Płatność dokonywana jest po podłączeniu karty płatniczej lub przez PayPal. Rezygnacja z subskrypcji w tym drugim przypadku jest możliwa z poziomu PayPal'a. Tańsze, lecz ograniczone pakiety Cafeyn są dostępne u operatorów telekomunikacyjnych i medialnych wraz z wykupieniem abonamentu na ich usługi. W przeszłości Canal+ wykorzystywał w ten sposób lukę we francuskim prawie podatkowym, sprzedając pakiety swojej telewizji formalnie jako usługę czytelniczą, a te we Francji obciążone są niskim VATem. Po uszczegółowieniu prawa o „bezpośrednią konsumpcje prasy” nie jest to już możliwe. Cafeyn ma podpisane umowy z koncernami telekomunikacyjno–medialnymi: Bouygues Telecom, Canal+, Free, SFR oraz portalem sprzedażowym Cdiscount. W Wielkiej Brytanii dostęp do Cafeyn dodawany jest przy podpisywaniu umowy na usługi telekomunikacyjne w sieci O2. Na początku 2022 roku Cafeyn miała 2,5 miliona użytkowników i zatrudniała 200 pracowników w Europie i Ameryce Północnej.

## Ogólnokrajowe i międzynarodowe tytuły dostępne w Cafeyn
Wybrane tytuły, z nielimitowanym dostępem w ramach jednej subskrypcji, bez dopłat. 
Francja
- Libération;
- Valeurs Actuelles;
- Politis;
- L'Express;
- L'Obs;
- Marianne;
- Challenges;
- La Tribune;
- L'Opinion;
- Aujourd'hui en France;
- Society;
- L'Equipe;
- Le Journal du Dimanche;
- L'Incorrect;
- Dossier Familial
- La Croix (tygodnik);
- Alternatives Économiques;
- Vanity Fair (francuski);
- Rolling Stone (francuski);
- Le Journal;
- L'Actualité;
- L’Economie International;
- Le Parisien (mutacja stołeczna);
- Elle;
- Vouge (francuski);
- Vouge hommes;
- L'Eco;
- Closer (francuski);
- Paris Match.

Wielka Brytania 
- The Guardian;
- The Independent;
- The Observer;
- The Week;
- Esquire (brytyjski);
- Daily Mirror;
- Daily Express;
- Evening Standard;
- Harper's Bazaar (brytyjski);
- Hello!;
- Radio Times;
- BBC History Magazine;
- OK!;
- Daily Star;
- Wallpaper*;
- Stuff UK;
- Psychologies UK:
- GQ;
- Cosmopolitan (brytyjski).

Włochy
- Panorama;
- L'Espresso;
- L'Officiel Italia;
- Elle Italia;
- National Geographic IT;
- Chi;
- Grazia.

Kanada
- Le Canada Francais;
- Canadian Geographic (anglojęzyczny);
- Les Affaires.

Indie
- The Hindustan Times;
- The Pioneer.

USA 
- Newsweek;
- Time;
- Bloomberg Businessweek;
- Men’s Health.

Belgia 
- Metro Belgique

Portugalia
- Diário de Notícias;
- O Jogo

Szwajcaria 
- Le Nouvelliste

 Luksemburg
- Le Quotidien

Kamerun
- L’Economie Report Cameroun (francuskojęzyczny)

Tunezja
- Al Mijhar (arabskojęzyczny)

Algieria
- El Watan

Irlandia
- Irish Daily Express;
- Irish Daily Mirror.